# NGC 2020
NGC 2020 è una regione H II nella zona della Stella di Wolf-Rayet.